# Solenopsis egregia
Solenopsis egregia är en myrart som först beskrevs av Kusnezov 1953.  Solenopsis egregia ingår i släktet eldmyror, och familjen myror. Inga underarter finns listade i Catalogue of Life.